# Thespesius

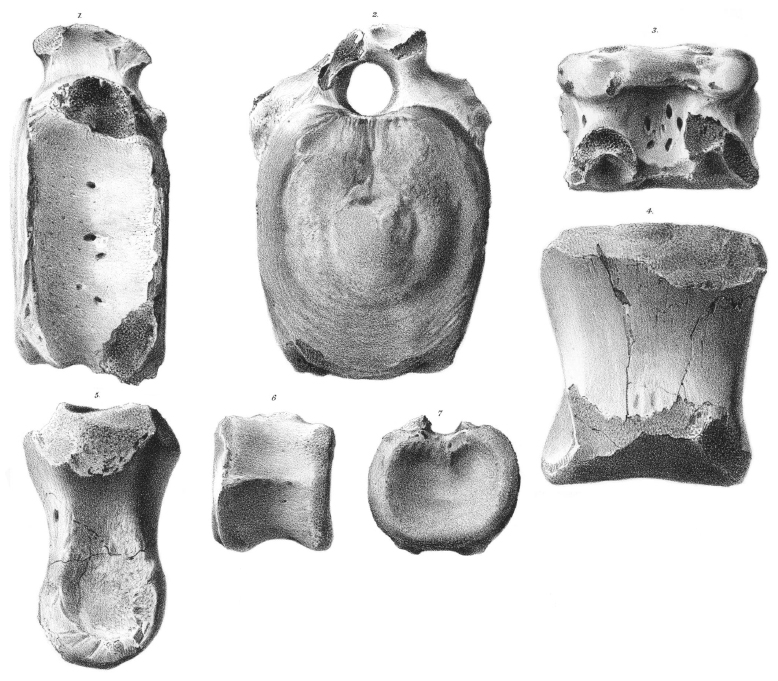
A Thespesius occidentalis fosszíliája

A Thespesius (jelentése „csodálatos”) a hadrosaurida dinoszauruszok egyik kétséges neme, amely két farokcsigolyán, és egy ujjcsonton alapul, melyek a késő kréta kor, maastrichti korszakában keletkezett (egykor miocén időszakinak vélt) Lance-formációból, Dél-Dakota államból származnak. A nevét Joseph Leidy alkotta meg, egy másik kacsacsőrűhöz, a Trachodonhoz, egy történelmileg fontos, de a modern őslénykutatók által elvetett, bonyolult taxonómiájú nemhez hasonlóan.
A Thespesius nemhez kezdetben két másik hadrosaurida fajt kapcsoltak: a T. saskatchewanensist, amely jelenleg az Edmontosaurus fajaként ismert; és a T. edmontonit, melyről jelenleg azt gondolják, hogy megegyezik az Edmontosaurus annectensszel. Mindkét fajt sok éven át az Anatosaurus nembe sorolták be (amely jelenleg az Edmontosaurus szinonimájaként ismert).

## Fordítás
- Ez a szócikk részben vagy egészben a Thespesius című angol Wikipédia-szócikk ezen változatának fordításán alapul.  Az eredeti cikk szerkesztőit annak laptörténete sorolja fel. Ez a jelzés csupán a megfogalmazás eredetét és a szerzői jogokat jelzi, nem szolgál a cikkben szereplő információk forrásmegjelöléseként.